# США на літніх Олімпійських іграх 2012
США на літніх Олімпійських іграх 2012 представляли 386 спортсменів.

## Нагороди
| Медаль | Спортсмен | Вид спорту            | Дисциліна                                 | Дата   |
| ------ | --- | --------------------- | ----------------------------------------- | ------ |
| Золото | Раян Лохте | Плавання              | Чоловіки, 400 м                           | 28 лип |
| Золото | Кімберлі Род | Стрільба              | Жінки, стрільба по тарілкам               | 29 лип |
| Золото | Дана Воллмер | Плавання              | Жінки, 100 м батерфляєм                   | 29 лип |
| Золото | Метт Греверс | Плавання              | Чоловіки, 100 м на спині                  | 30 лип |
| Золото | Міссі Франклін | Плавання              | Жінки, 100 м на спині                     | 30 лип |
| Золото | Вінсент Хенкок | Стрільба              | Чоловіки, стрільба по тарілках            | 31 лип |
| Золото | Ґабріель Дуглас МакКейла Мероні Алі Рейсман Кайла Росс Джордин Вібер | Гімнастика            | Жінки, командна першість                  | 31 лип |
| Золото | Еллісон Шмітт | Плавання              | Жінки, 200 м вільним стилем               | 31 лип |
| Золото | Ріккі Беренс Конор Дваєр Чарлі Гоучін Раян Лохте Метт Маклін Майкл Фелпс Девіс Тарвотер | Плавання              | Чоловіки, 100×4 м естафета вільним стилем | 31 лип |
| Золото | Крістін Армстронг | Велоспорт             | Жінки, індивідуальна гонка                | 1 сер  |
| Золото | Жіноча збірна США з водного поло Елізабет Армстронг Гезер Петрі Мелісса Сейдеманн Бренда Вілла Лорен Венгер Меггі Стеффенс Кортні Метьюсон Джессіка Стеффенс Елсі Вайндс Келлі Ралон Анніка Драйз Камі Крейг Тумуаялії Анае | Водне поло            | Жінки                                     |        |
| Золото | Збірна США з баскетболу Тайсон Чендлер Кевін Дюрант Леброн Джеймс Расселл Вестбрук Дерон Вільямс Андре Ігуодала Кобі Браянт Кевін Лав Джеймс Гарден Кріс Пол Ентоні Девіс Кармело Ентоні                                    | Баскетбол             | Чоловіки                                  |        |
| Золото | Жіноча збірна США з баскетболу Ліндсі Вейлен Сеймон Огастус Сью Берд Майя Мур Енджел Маккотрі Ася Джонс Таміка Кетчінгс Свін Кеш Даяна Торасі Сільвія Фоулз Тіна Чарлз Кендейс Паркер                                       | Баскетбол             | Жінки                                     |        |
| Срібло | Брейді Еллісон Джейк Камінскі Джейкоб Вукі | Стрільба з лука       | Чоловіча команда                          | 28 лип |
| Срібло | Елізабет Бейсел | Плавання              | Жінки, 400 м                              | 28 лип |
| Срібло | Келсі Браянт Ебігейл Джонсон | Стрибки у воду        | Жінки, синхронні стрибки з трампліну 3 м  | 29 лип |
| Срібло | Натан Едрієн Ріккі Беренс Джиммі Фейген Метт Греверс Каллен Джонс Джейсон Лезак Раян Лохте Майкл Фелпс | Плавання              | Чоловіки, естафета 4×100 м вільним стилем | 29 лип |
| Срібло | Еллісон Шмітт | Плавання              | Жінки, 400 м вільним стилем               | 29 лип |
| Срібло | Нік Томан | Плавання              | Чоловіки, 100 м на спині                  | 30 лип |
| Срібло | Ребекка Соні | Плавання              | Жінки, 100 м на спині                     | 30 лип |
| Срібло | Майкл Фелпс | Плавання              | Чоловіки, 200 м батерфляєм                | 31 лип |
| Бронза | Пітер Вандеркаай | Плавання              | Чоловіки, 400 м вільним стилем            | 28 лип |
| Бронза | Наталі Кафлін Міссі Франклін Джессіка Гарді Лія Ніл Еллісон Шмітт Аманда Вейр | Плавання              | Жінки, 4×100 м естафета вільним стилем    | 28 лип |
| Бронза | Брендан Гансен | Плавання              | Чоловіки, 100 м на спині                  | 29 лип |
| Бронза | Девід Бодая Нік Маккрорі | Стрибки у воду        | Чоловіки, синхронні стрибки, 10 м         | 30 лип |
| Бронза | Марті Маллой | Дзюдо                 | Жінки, 57 кг                              | 30 лип |
| Бронза | Кейтлін Леверенз | Плавання              | Жінки, 200 м                              | 31 лип |
| Бронза | Наталі Делл Меган Келмоу Кара Колер Едрієнн Мартеллі | Академічне веслування | Жінки, парні четвірки                     | 1 сер  |
| Бронза | Пейдж Макферсон | Тхеквондо             | Жінки, до 67 кг                           |        |